# 1592 en littérature
| Années de la littérature : 1589 - 1590 - 1591 - 1592 - 1593 - 1594 - 1595    |
| Décennies de la littérature : 1560 - 1570 - 1580 - 1590 - 1600 - 1610 - 1620 |

Cet article présente les faits marquants de l'année 1592 en littérature.

## Événements
- 23 mai : arrestation du philosophe italien Giordano Bruno. Rentré en Italie à l’invitation du patricien vénitien Giovanni Mocenigo, il est dénoncé par ce dernier à l’Inquisition, qui le condamne pour hérésie (30 juillet). Livré aux autorités romaines, il est emprisonné pendant huit ans au cours desquels est mené son procès sur les accusations de blasphème, conduite immorale et hérésie. Refusant de se rétracter, Bruno est brûlé sur le bûcher à Campo dei Fiori, le 17 février 1600[1].

- Vers 1592-1595 : Walter Raleigh rédige The Ocean's Love to Cynthia (« L’Amour de l’Océan pour Cynthia »), poème dédié à Élisabeth Ire d'Angleterre[2].

## Parutions
- 12 juin : Théodore Turquet de Mayerne dédicace son livre Sommaire description de la France, Allemagne, Italie, Espagne avec la guide des chemins, publié à Genève chez Jacob Stoer[3].
- 8 ou 9 septembre : Thomas Nashe, célèbre satirique anglais, publie Pierce Penilesse chez Richard Jones à Londres[4].
- 22 septembre : publication à Londres de Diana, recueil de sonnets d'Henry Constable[5]
- 9 novembre : la bulle Cum sacrorum Bibliorum accorde un privilège d'impression pour la vulgate sixto-clémentine, édition révisée de la Vulgate sixtine, version latine de la Bible et seule version reconnue canonique par l'Église[6], à l’initiative de Robert Bellarmin[7].

- Historiae de rebus Hispaniae (« L'histoire de l'Espagne ») de Juan de Mariana, est publiée en latin à Tolède par Pedro Rodríguez[8], puis en 1601 pour la version castillane (Historia de España)[9].

- Les Commentaires, de Blaise de Monluc, sont édités pour la première fois par Florimond de Raemond à Bordeaux[10].

- L’idea del libro di governi di stato e di guerra, de Girolamo Frachetta, contenant les discours Della Ragione di Stato et de Della Ragione di Guerra[11].
- Eutropii historiae romanae lib. X. (« Abrégé de l'histoire romaine », d'Eutrope), est imprimé à Leyde (Lugduni Batavorum) par Lodewijk Elzevir (en) ; c'est la première mention connue du nom des Elzevier[12].

- Kitāb nuzhat al-mushtāq fī ikhtirāq al-āfāqla, la Géographie d'al Idrissi, est publiée en arabe à Rome par la Tipografia Medicea orientale' 'sous l'impulsion du cardinal Ferdinando de Medici[13].

## Théâtre
- 6 février : Ulysses Redux, une pièce en latin de William Gager, est jouée à Christ Church, à Oxford. Elle est publiée en mai[14].
- 26 février : première représentation connue de The Jew of Malta (« Le Juif de Malte ») tragédie de Christopher Marlowe, écrite vers 1589-1590[15].
- 3 mars :Harry the VI, pièce historique, peut-être la première partie du Henri VI de William Shakespeare, est créé au Théâtre de la Rose (Londres)[15].
- 14 mars : The Spanish Tragedy (« La Tragédie espagnole ») de Thomas Kyd, est représentée par la troupe des Lord Strange's Men (en) au Théâtre de la Rose[16].

- 23 juin : les théâtres de Londres sont fermés à cause de la peste[17].

- Publication anonyme à Londres de la tragédie Arden de Faversham, attribuée à  Thomas Kyd, William Shakespeare ou Christopher Marlowe[18].
- 1592-1593 : William Shakespeare écrit Richard III[19].

## Naissances
- 1er août : François Le Métel de Boisrobert, poète et dramaturge français († 1662).

## Décès
- 3 septembre : Robert Greene, dramaturge, poète et pamphletiste anglais.
- 13 septembre : Michel de Montaigne, philosophe sceptique, moraliste et homme politique français de la Renaissance (né en 1533).